# Iván Martín Núñez
Iván Martín Núñez (nascut el 14 de febrer de 1999) és un futbolista professional espanyol que juga com a migcampista al Girona FC club de la Lliga.

## Carrera de club
Martín va néixer a Bilbao, Biscaia, País Basc, però es va criar a Torre Pacheco, Múrcia. Es va traslladar al Vila-real CF el febrer de 2012, procedent del planter del club local EF Torre Pacheco, i va ascendir a l'equip C abans de la campanya 2017-18, a Tercera Divisió.
Martín va debutar com a sènior el 27 d'agost de 2017, començant en un empat a 0 a casa contra el Crevillent Esportiu. Va marcar el seu primer gol el 21 de gener següent, en una derrota per 2-1 fora contra el CD Roda.
Martín va ascendir a el filial l'agost de 2018 convertint-se també en titular habitual del lateral. Va fer el seu debut amb el primer equip el 17 de gener següent, i va ser substitut tardà del seu també graduat juvenil Alfonso Pedraza en una derrota per 1-3 contra el RCD Espanyol, per a la Copa del Rei de la temporada.
El 14 d'agost de 2020, Martín va ser cedit al CD Mirandés de Segona Divisió per a la temporada. Va marcar el seu primer gol com a professional el 19 de setembre, marcant el primer gol en un empat 1-1 a casa contra el Real Oviedo.
El 10 de juliol de 2021, Martín es va traslladar al Deportivo Alavés de la primera divisió, amb un contracte de cessió d'un any. El 27 de gener següent, després d'haver-hi presentat poques vegades, es va traslladar al Girona FC de segon nivell, també amb un contracte temporal.
El juliol del 2022, després d'ajudar els catalans a assolir l'ascens a la primera categoria, el préstec de Martín es va prorrogar un any més; ell, però, passaria els primers mesos de la nova campanya recuperant-se d'una lesió de peroné. El 22 de juliol de 2023, va signar un contracte permanent de tres anys amb el club.
El 3 de gener de 2024, Martín va marcar el gol de la victòria del Girona en el temps de descompte en una victòria per 4-3 sobre l'Atlètic de Madrid, que va ser la primera victòria del seu club contra aquest últim.